# 메넬딜
메넬딜은 아나리온의 아들로 전쟁으로 사망한 아버지 뒤를 이어 이실두르에게 후계자 교육을 받고 곤도르의 왕권을 받았다.
그는 누메노르 몰락 이후 힘겹게 살아남은 7척의 함선 중 하나를 타고 가운데땅에 정착한다. 조부 엘렌딜은 사우론과 대결 중 전사했고 부친 아나리온은 모르도르에서 적에 의한 투석에 머리 부상으로 전사했다.
결과적으로 엘렌딜의 장남 이실두르가 이전까지 동생과 공동으로 곤도르를 다스렸지만, 부친의 실질적 지배를 받던 아르노르 왕권에 생긴 공백을 채우기 위해 전쟁이 종식된 후 메넬딜에게 곤도르 왕위를 넘기고 북쪽으로 향하던 중 오크의 기습에 죽음을 맞이하여 사실상 곤도르는 이실두르의 후손 아라고른이 등장하기 전까지 이실두르가 아닌 메넬딜의 후손이 다스리게 되었다.
그가 죽은 후 아들 케멘두르가 왕위를 이었다.